# Ottmarsheim
Ottmarsheim ist eine Gemeinde mit 2025 Einwohnern (Stand 1. Januar 2022) im Département Haut-Rhin in der Region Grand Est (bis 2015 Elsass). Sie gehört zum Kanton Rixheim im Arrondissement Mulhouse.

## Geografie
Ottmarsheim liegt 15 Kilometer östlich von Mülhausen auf einer Höhe von 220 m in der Rheinebene am Rheinseitenkanal und damit nur wenig von der Grenze zu Deutschland entfernt. In unmittelbarer Nähe verläuft die Autoroute A36 (La Comtoise) (Europastraße E54) und trifft nach der Rheinüberquerung auf die deutsche Bundesautobahn 5.
Die umgebenden Gemeinden sind Niffer, Petit-Landau, Hombourg, Chalampé und Bantzenheim sowie auf deutscher Seite die Stadt Neuenburg am Rhein.

## Geschichte
In Ottmarsheim bestand schon zu römischer Zeit eine Siedlung. Der Name geht wohl auf den heiligen Otmar zurück, der im 8. Jahrhundert Abt des Klosters St. Gallen war. Vermutlich war das Kloster St. Gallen in der Gegend begütert.
Von 1871 bis zum Ende des Ersten Weltkrieges gehörte Ottmarsheim als Teil des Reichslandes Elsaß-Lothringen zum Deutschen Reich und war dem Kreis Mülhausen im Bezirk Oberelsaß zugeordnet.
| Jahr                       | 1962 | 1968 | 1975 | 1982 | 1990 | 1999 | 2008 | 2019 |
| -------------------------- | ---- | ---- | ---- | ---- | ---- | ---- | ---- | ---- |
| Einwohner                  | 1495 | 1766 | 1833 | 2003 | 1897 | 1926 | 1890 | 1973 |
| Quellen: Cassini und INSEE |      |      |      |      |      |      |      |      |

## Sehenswürdigkeiten
Der Ort birgt mit der Abteikirche Ottmarsheim ein bedeutendes Baudenkmal aus dem frühen 11. Jahrhundert, das Rudolf von Altenburg, ein Vorfahr der Habsburger, nach dem Vorbild der Pfalzgrafenkapelle Karls des Großen in Aachen als Oktogon, aber wesentlich schlichter erbauen ließ. Daher ist Ottmarsheim auch eine Station an der Romanischen Straße des Elsass.

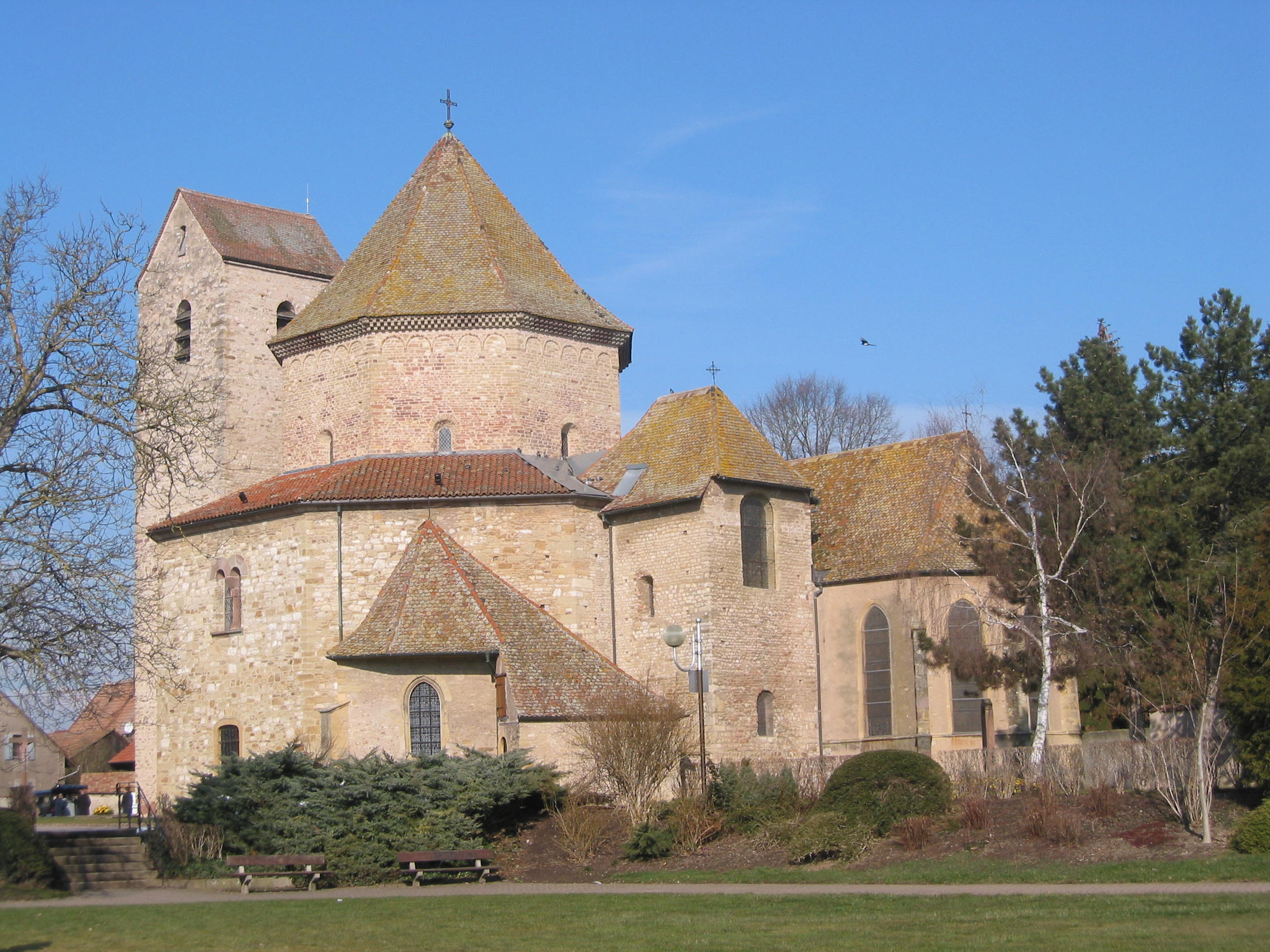
Abteikirche Ottmarsheim

Unweit der Abteikirche steht das ehemalige Benediktinerinnenkloster Ottmarsheim mit unter Denkmalschutz stehender Annakapelle.

## Wirtschaft und Infrastruktur
Entlang des Rheinseitenkanals entstand ein Industrie- und Hafengebiet. Südlich des Ortes überquert die Autoroute A36 auf der Rheinbrücke Ottmarsheim den Fluss. In unmittelbarer Nähe liegt das Wasserkraftwerk Ottmarsheim.

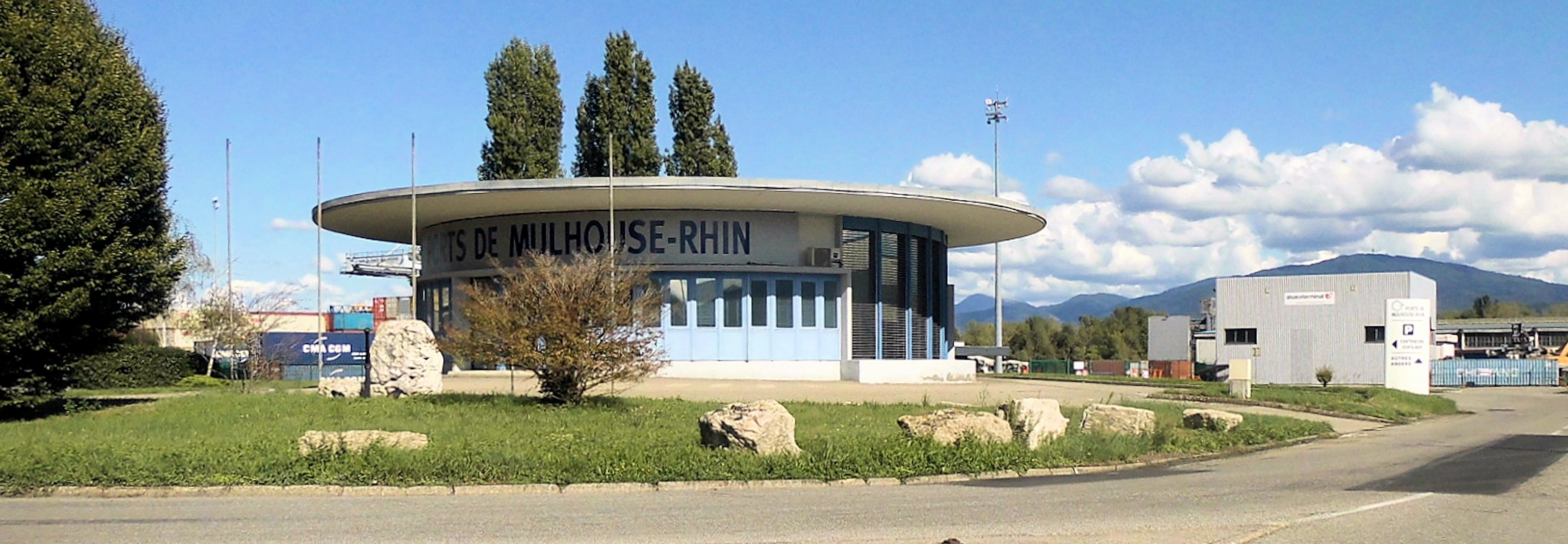
Verwaltungsgebäude des Hafens
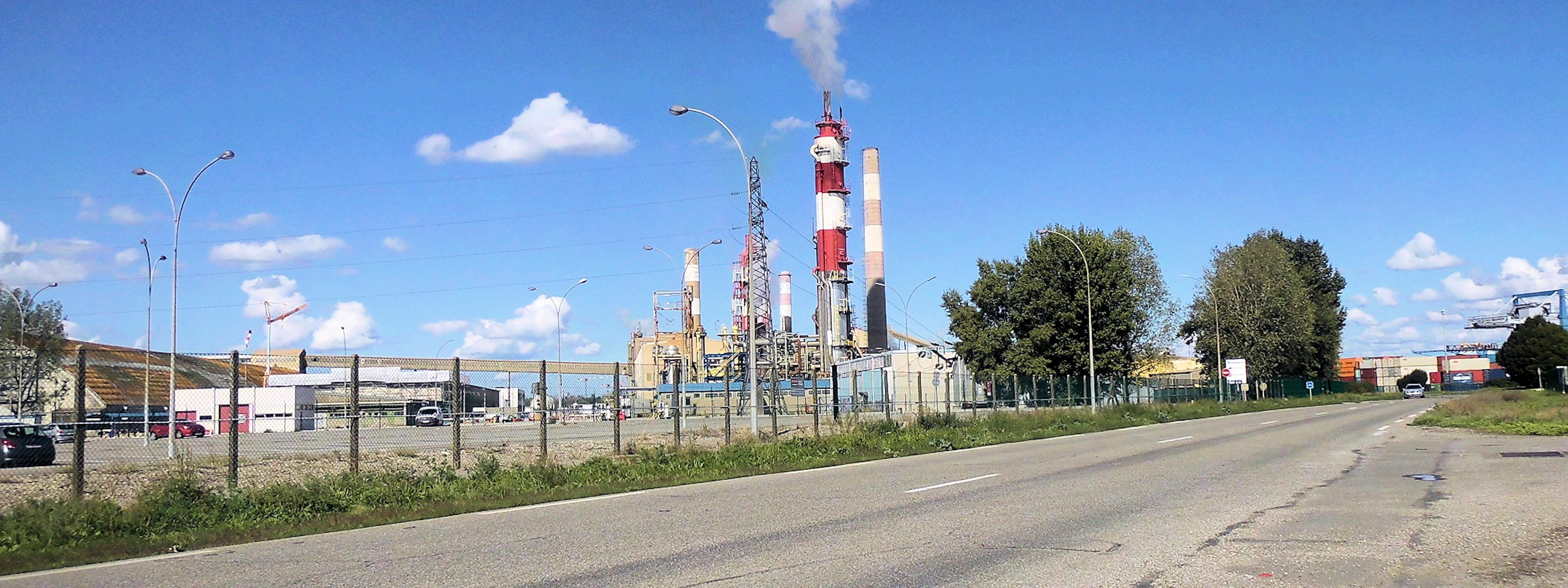
Chemiebetrieb in Ottmarsheim
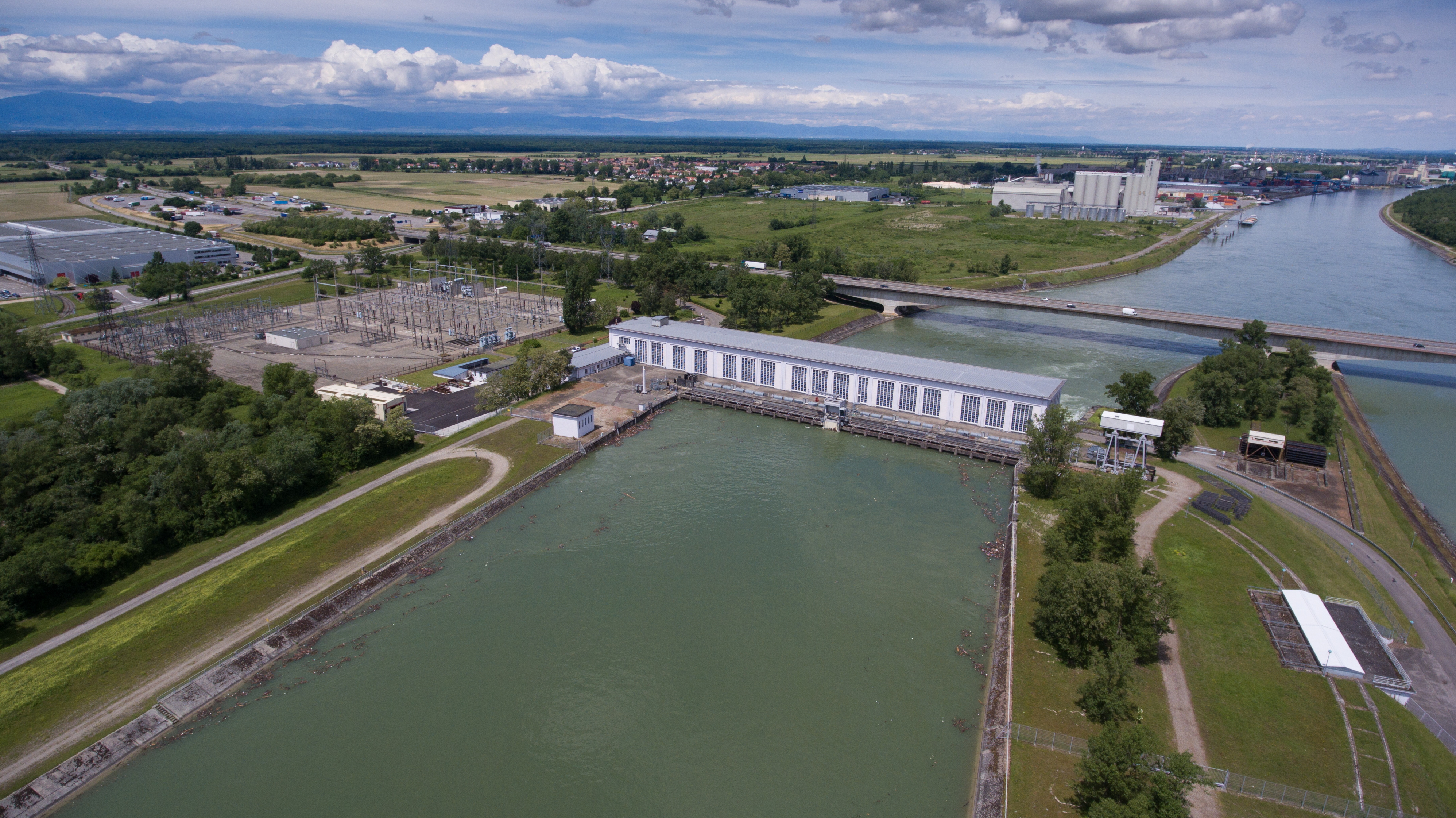
Wasserkraftwerk

## Persönlichkeiten
- Konrad Adolf von Malsen (1792–1867), Offizier und Diplomat in Bayern